# Ilhas Schouten
- Nota: Se procura o arquipélago homónimo na Papua-Nova Guiné, consulte Ilhas Schouten (Papua-Nova Guiné)

As ilhas Schouten (Kepulauan Biak, Ilhas Biak ou Ilhas Geelvink) são um arquipélago do leste da Indonésia na Baía Cenderawasih (ou de Geelvink) a norte da costa da Nova Guiné (1° 00′ S, 136° 00′ L). As maiores ilhas são Biak, Supiori, Noemfoor e Num, havendo muitas outras menores. Fazem parte da província indonésia da Papua.
Recebem o seu nome em homenagem ao explorador neerlandês Willem Schouten.
As ilhas têm elevado grau de endemismo da avifauna na região da Nova Guiné, com 11 das 16 espécies de aves a se encontrarem apenas no arquipélago.. Diolenius angustipes é uma espécie de aranha endémica das Schouten.
Não devem ser confundidas com o arquipélago homónimo na Papua-Nova Guiné, as Ilhas Schouten (Papua-Nova Guiné).